# Węgry na Zimowych Igrzyskach Olimpijskich 1928
Węgry na Zimowych Igrzyskach Olimpijskich 1928 w Sankt Moritz reprezentowało 13 zawodników, wyłącznie mężczyzn. Najmłodszym olimpijczykiem był hokeista Miklós Barcza (20 lat 36 dni), a najstarszym Béla Ordódy (48 lat 29 dni), również hokeista..
Był to drugi start reprezentacji Węgier na zimowych igrzyskach olimpijskich.

## Biegi narciarskie
| Konkurencja             | Zawodnik      | Wynik | Miejsce |
| ----------------------- | ------------- | ----- | ------- |
| 18 km stylem klasycznym | Ferenc Németh | AC    | DNF     |
| 18 km stylem klasycznym | Gyula Szepes  | AC    | DNF     |

## Hokej na lodzie
Mężczyźni
Skład drużyny:
- Miklós Barcza
- Frigyes Barna
- Tibor Heinrich von Omorovicza
- Péter Krempels
- István Krepuska
- Géza Lator
- Sándor Magyar
- Béla Ordódy
- József de Révay
- Béla Weiner

Drużyna zajęła 11. miejsce.
Runda eliminacyjna
| 11 lutego 1928 | Francja | 2:0 | Węgry |  |

|  |  | (0:0, 2:0, 0:0) |

| 12 lutego 1928 | Węgry | 2:3 | Belgia |  |

|  |  | (1:0, 1:3, 0:0) |

| 15 lutego 1928 | Wielka Brytania | 1:0 | Węgry |  |

|  |  | (1:0, 0:0, 0:0) |

## Łyżwiarstwo szybkie
| Konkurencja | Zawodnik      | Czas    | Miejsce |
| ----------- | ------------- | ------- | ------- |
| 500 metrów  | Zoltán Eötvös | 46,8    | 19.     |
| 1500 metrów | Zoltán Eötvös | 2:27,90 | 10.     |
| 5000 metrów | Zoltán Eötvös | 9:34,40 | 20.     |

## Kombinacja norweska
| Konkurencja          | Zawodnik     | Skoki  | Skoki   | Skoki  | Skoki   | Bieg  | Bieg    | Klasyfikacja końcowa |
| Konkurencja          | Zawodnik     | Skok 1 | Skok 1  | Skok 2 | Skok 2  | Wynik | Miejsce | Klasyfikacja końcowa |
| Konkurencja          | Zawodnik     | Wynik  | Miejsce | Wynik  | Miejsce | Wynik | Miejsce | Klasyfikacja końcowa |
| -------------------- | ------------ | ------ | ------- | ------ | ------- | ----- | ------- | -------------------- |
| Konkurs indywidualny | Gyula Szepes | -      | -       | -      | -       | AC    | DNF     | DNF                  |